# بخش سیوان
بخش سیوان، یکی از بخش‌های شهرستان ایلام در استان ایلام ایران است. مرکز این بخش، شهر جعفرآباد است. بخش سیوان دارای 27 نقطه و مکان، 18 روستا و 14 دهیاری با وسعت 550 کیلومتر مربع است. وجه تسمیه سیوان برگرفته از نام کوه سیوان بدره واقع در بخش مرکزی شهرستان بدره و در همجواری بخش سیوان است.

## تقسیمات کشوری
- بخش سیوان
  - دهستان محمودآباد
  - دهستان میش خاص

شهر: جعفرآباد

## جمعیت
بر پایه سرشماری عمومی نفوس و مسکن در سال ۱۳۹۵، جمعیت بخش سیوان برابر با ۷٬۲۲۷ نفر بوده است.